# St. Andreas (Wiesthal)

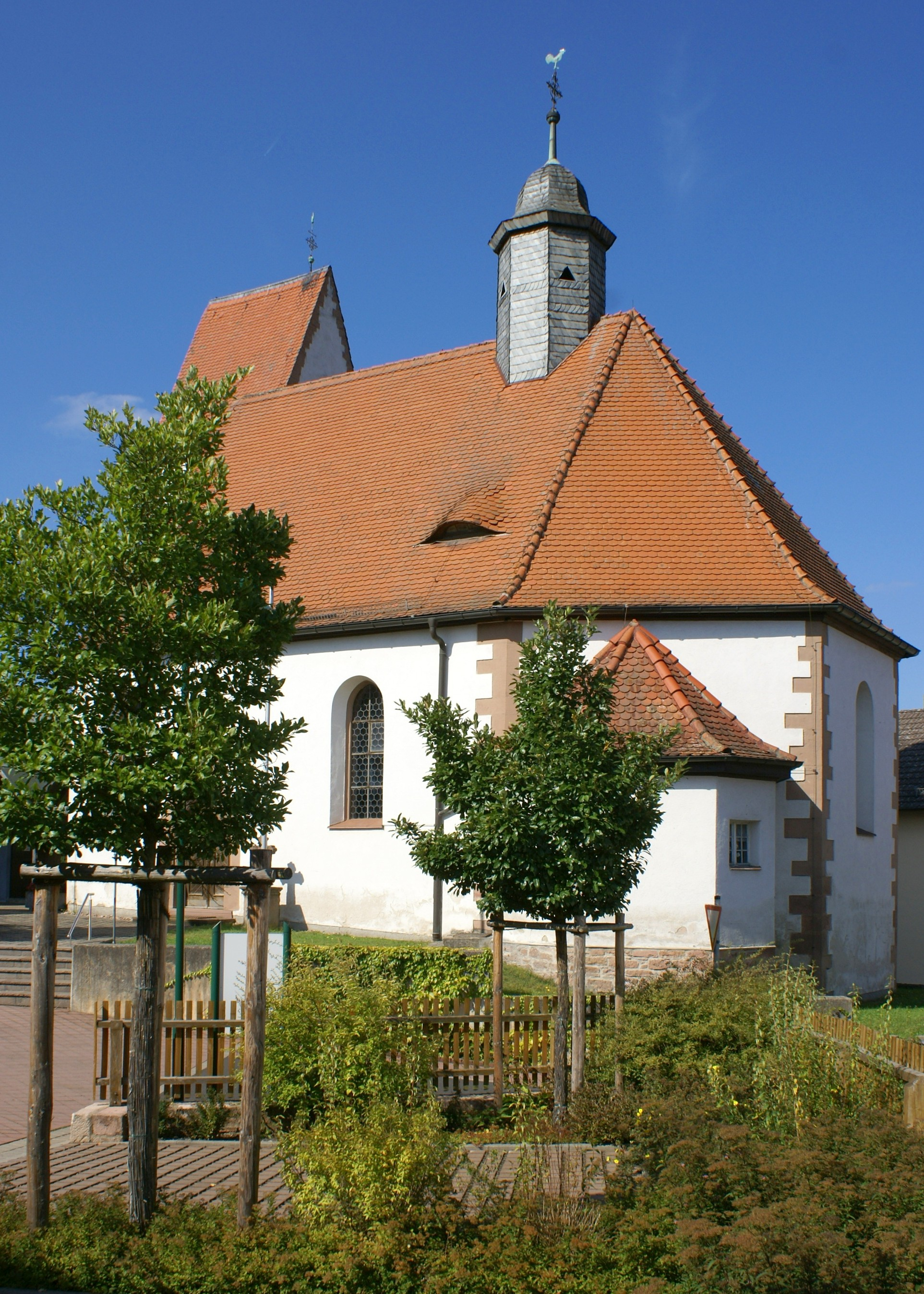
St. Andreas (Wiesthal)

Die römisch-katholische Pfarrkirche St. Andreas steht in Wiesthal, einer Gemeinde im unterfränkischen Landkreis Main-Spessart in Bayern. Das denkmalgeschützte Bauwerk entstand Ende des 16. Jahrhunderts. Die Kirche gehört zur Pfarreiengemeinschaft Effata (Frammersbach) im Dekanat Lohr des Bistums Würzburg.

## Beschreibung
Die alte Saalkirche wurde 1599/1600 erbaut und 1913/14 erstmals und 1953/54 erneut umgebaut. Sie besteht aus einem Langhaus, einem gleich breiten, dreiseitig geschlossenen Chor im Osten und der Sakristei an dessen Südostwand. Aus dem Satteldach des Langhauses erhebt sich ein achteckiger, schiefergedeckter Dachreiter, der mit einer Glockenhaube bedeckt ist. Der Innenraum des Langhauses ist mit einem Tonnengewölbe überspannt, der des Chors mit einem Kreuzgewölbe. Die Kirchenausstattung ist klassizistisch. Der mit einem Satteldach bedeckte Kirchturm mit einer 1600 gegossenen Kirchenglocke steht als Campanile nordwestlich des Langhauses. 1975/76 wurde westlich der alten Saalkirche auf den Grundmauern des ehemaligen Pfarrhauses eine neue moderne Kirche errichtet, die eine Verkürzung des Langhauses notwendig machte. Die alte und die neue Kirche sind durch einen gedeckten Gang verbunden.